# 奧基迪體育會
奧基迪體育會（瑞典語：Örgryte Idrottssällskap，簡稱奧基迪、ÖIS）是一間位於哥德堡的瑞典體育會，成立於1887年12月4日。奧基迪旗下包含多項運動，包括足球、保齡球、田徑和摔角等，其足球部則最廣為人所熟悉。奧基迪體育會足球隊是其中一隊最早於瑞典出現的球隊，也是在1892年5月22日，瑞典第一場足球比賽中的其中一隊，球會現正於瑞超甲（第二級）角逐。
奧基迪曾勝出12次本土聯賽冠軍和1次本土杯賽冠軍。

## 成就
- 瑞典冠軍:
  - 冠軍(12): 1896, 1897, 1898, 1899, 1902, 1904, 1905, 1906, 1907, 1909, 1913, 1985

- 瑞典足球超級聯賽:
  - 冠軍(2): 1925–26, 1927–28
  - 亞軍(2): 1928–29, 1931–32

- 瑞典足球超級聯賽 季後賽:
  - 冠軍(1): 1985

- Svenska Serien:
  - 冠軍(3): 1910, 1920–21, 1923–24
  - 亞軍(3): 1912–13, 1913–14, 1916–17

- Fyrkantsserien:
  - 亞軍(2): 1918, 1919

- Svenska Mästerskapet:
  - 冠軍(11): 1896, 1897, 1898, 1899, 1902, 1904, 1905, 1906, 1907, 1909, 1913
  - 亞軍(5): 1897 (reserve team), 1900, 1901 (reserve team), 1912, 1915

- 瑞典盃:
  - 冠軍(1): 1999–2000
  - 亞軍(1): 1997–98

## 外部連結
- Örgyte IS （页面存档备份，存于） - 官方網站
- ÖIS Supporterklubb Balders Hage （页面存档备份，存于） - 官方球迷會網站